# Лаго ди Исенго (Болцано)
Лаго ди Исенго је насеље у Италији у округу Болцано, региону Трентино-Јужни Тирол.
Према процени из 2011. у насељу је живело 28 становника. Насеље се налази на надморској висини од 917 м.